# 深谷郵便局
深谷郵便局（ふかやゆうびんきょく）は埼玉県深谷市にある郵便局。民営化前の分類では集配普通郵便局であった。

## 概要
住所：〒366-8799 埼玉県深谷市深谷町3-60

### 併設施設
- ゆうちょ銀行深谷店（さいたま支店深谷出張所）：取扱店番号030270

### 分室
分室はなし。過去に存在した分室は以下のとおり。
- 保険分室 - 1956年（昭和31年）に廃止。

## 沿革
- 1872年8月4日（明治5年7月1日） - 深谷郵便取扱所として開設[1]。
- 1873年（明治6年） - 深谷郵便役所となる[1]。
- 1875年（明治8年）1月1日 - 深谷郵便局（四等）となる[1]。
- 1885年（明治18年）6月20日 - 貯金取扱を開始[1]。
- 1886年（明治19年）11月16日 - 為替取扱を開始[1]。
- 1892年（明治25年）3月1日 - 深谷郵便電信局となる[1]。
- 1903年（明治36年）4月1日 - 通信官署官制の施行に伴い深谷郵便局となる[1]。
- 1948年（昭和23年）8月28日 - 保険分室を設置[2]。
- 1956年（昭和31年）5月7日 - 深谷市大字深谷から、同市大字西島に局舎を新築、移転するとともに、保険分室を廃止。
- 1956年（昭和31年）11月1日 - 電話通話および和文電報受付事務の取扱を開始。
- 1983年（昭和58年）10月31日 - 深谷市西島から、同市深谷町に局舎を新築、移転。
- 1984年（昭和59年）9月30日 - 中瀬郵便局から集配業務を移管。
- 1998年（平成10年）9月1日 - 外国通貨の両替および旅行小切手の売買に関する業務取扱を開始。
- 2007年（平成19年）10月1日 - 民営化に伴い、併設された郵便事業深谷支店、ゆうちょ銀行深谷店に一部業務を移管。
- 2012年（平成24年）10月1日 - 日本郵便株式会社発足に伴い、郵便事業深谷支店を深谷郵便局に統合。
- 2017年（平成29年）10月16日 - 岡部郵便局から集配業務を移管。

## 取扱内容

### 深谷郵便局
- 郵便、印紙、ゆうパック、内容証明
- 生命保険、バイク自賠責保険、自動車保険、がん保険、引受条件緩和型医療保険
- 深谷市内の一部地域の集配業務
- ゆうゆう窓口

### ゆうちょ銀行深谷店
- 貯金、貸付、為替、振替、振込、国際送金、外貨両替、トラベラーズチェック、国債、投資信託、変額年金保険
- ATM

## 風景印
- 形は市の花チューリップ型の変形印である。
- 図案は『深谷駅』・『唐沢堤の桜並木』
- 使用開始日は1996年（平成8年）7月27日

### 過去の風景印
- 1949年（昭和24年）12月9日 - 1996年（平成8年）7月26日
  - 図案は『唐沢堤の桜並木』・『素焼陶器』・『深谷ネギ』

## 周辺
- 深谷市役所
- 深谷市民文化会館
- 深谷市立図書館
- 深谷市民体育館
- 国道17号

## アクセス
- JR高崎線 深谷駅（北口）から徒歩約14分
- 関越自動車道 花園ICから北へ約10km、本庄児玉ICから東へ約12km
- 駐車場あり：19台